# Virali Modi
Virali Modi, nascida em 29 de setembro de 1991, é uma ativista dos direitos das pessoas com deficiência e palestrante motivacional da Índia. Ela passou grande parte de sua juventude nos Estados Unidos, mas depois de uma visita à Índia, entrou em coma devido a contrair malária. Ela sobreviveu, mas não conseguia mais andar. Virali ficou em segundo lugar no concurso Miss Wheelchair India em 2014 e, como resultado, conquistou muitos seguidores nas mídias sociais. A ativista iniciou uma petição no Change.org intitulada "Implementar medidas amigáveis para deficientes nas ferrovias indianas". Seus esforços para tornar as ferrovias mais acessíveis a levaram ao prêmio "100 Mulheres (BBC)" em 2017.  Ela deu várias palestras TEDx sobre suas experiências e lutas devido à sua deficiência. E iniciou campanhas para promover a acessibilidade para pessoas com deficiência, uma intitulada #MyTrainToo, iniciada em 2017, bem como outra intitulada #RampMyRestaurant.